# Little Creatures
Little Creatures é o sexto álbum de estúdio da banda Talking Heads lançado em 1985. Esse trabalho marca uma saída do estilo anterior da banda, sendo muito mais acessível e popular, ainda que abandonando as características ímpares dos Talking Heads.

## Faixas
Todas as canções por David Byrne, exceto quando indicado.
1. "And She Was" – 3:36
2. "Give Me Back My Name" – 3:20
3. "Creatures of Love" – 4:12
4. "The Lady Don't Mind" (David Byrne/Chris Franz/Jerry Harrison/Tina Weymouth) – 4:03
5. "Perfect World" (David Byrne/Chris Franz) – 4:26
6. "Stay Up Late" – 3:51
7. "Walk It Down" – 4:42
8. "Television Man" – 6:10
9. "Road to Nowhere" – 4:19